# Rosemarie Blank
 (janvier 2019).
Si vous disposez d'ouvrages ou d'articles de référence ou si vous connaissez des sites web de qualité traitant du thème abordé ici, merci de compléter l'article en donnant les références utiles à sa vérifiabilité et en les liant à la section « Notes et références ».
Rosemarie Blank, née en 1939 à Piła,,, est une réalisatrice, productrice et scénariste néerlandaise, d'origine polonaise.

## Filmographie
- 1982 : Life With a Rubbish Heap
- 1985 : The Divided Earth
- 1987 : The Ants
- 1991 : Transit Levantkade
- 1994 : Le meilleur du monde est ailleurs
- 1999 : Farewell Pavel
- 2001 : Now Boarding
- 2003 : Almost Real Life
- 2009 : Job and the Dutch Free State
- 2012 : Berliner Tagebuch
- 2016 : In Berlin
- 2020 : Pun uit - Schluss aus - Full Stop